# Pijetlova kresta
Pijetlova kresta (tratorak ; lat. Celosia), rod jednogodišnjeg raslinja iz porodice štirovki. Priznate su 44 vrste iz tropske i suptropske Americe i Afrike, Indijskog i Arapskog poluotoka Jedina vrsta u  Hrvatskoj je srebrnasti tratorak.
Latinsko ime roda dolazi od starogrčke riječi kelos (izgoren, spržen) zbog izgleda cvjetova kao da su spaljeni.

## Vrste
1. Celosia angustifolia Schinz
2. Celosia anthelminthica Asch.
3. Celosia argentea L., srebrnasti tratorak ili rebrasta pijetlova kresta
4. Celosia bakeri C. C. Towns.
5. Celosia benguellensis C. C. Towns.
6. Celosia bonnivairii Schinz
7. Celosia brevispicata C. C. Towns.
8. Celosia chenopodiifolia Baker
9. Celosia chiapensis Brandegee
10. Celosia corymbifera Didr.
11. Celosia elegantissima Hauman
12. Celosia expansifila C. C. Towns.
13. Celosia fadenorum C. C. Towns.
14. Celosia floribunda A. Gray
15. Celosia globosa Schinz
16. Celosia grandifolia Moq.
17. Celosia hastata Lopr.
18. Celosia humbertiana Cavaco
19. Celosia isertii C. C. Towns.
20. Celosia leptostachya Benth.
21. Celosia loandensis Baker
22. Celosia monosperma Rose
23. Celosia moquinii Guill. ex DC.
24. Celosia nervosa C. C. Towns.
25. Celosia nitida Vahl
26. Celosia orcuttii Greenm.
27. Celosia palmeri S. Watson
28. Celosia pandurata Baker
29. Celosia patentiloba C. C. Towns.
30. Celosia persicaria Schinz
31. Celosia polygonoides Retz.
32. Celosia polystachya (Forssk.) Towns.
33. Celosia pseudovirgata Schinz
34. Celosia pulchella Moq.
35. Celosia richardsiae C. C. Towns.
36. Celosia salicifolia Lopr.
37. Celosia schweinfurthiana Schinz
38. Celosia staticodes Hiern
39. Celosia stuhlmanniana Schinz
40. Celosia taitoensis Hayata
41. Celosia trigyna L.
42. Celosia triuncinella Schinz
43. Celosia vanderystii Schinz
44. Celosia virgata Jacq.

## Sinonimi
- Lepiphaia Raf.; Autik. Bot.: 199 (1840)
- Lestibudesia Thouars; Hist. Veg. Iles Austr. Afr. 53. t. 16 (1806)
- Lophoxera Raf.; Fl. Tellur. 3: 42 (1836)
- Nevrolis Raf.; Autik. Bot.: 150 (1840)
- Sukana Adans.; Fam. 2: 269 (1763)